# Brachyglossina uniformis
Brachyglossina uniformis là một loài bướm đêm trong họ Geometridae.